# Фетисов, Тимофей Анатольевич
Тимофе́й Анато́льевич Фети́сов (род. 20 февраля 1974, Таганрог, РСФСР) — священнослужитель Ростовской и Новочеркасской епархии Русской православной церкви, протоиерей, доктор богословия (2023); ректор Донской духовной семинарии (с 2013), настоятель Свято-Троицкого храма в Таганроге. В сферу его научных интересов входит богословие, право, теология политики, церковно-государственные отношения.

## Биография
Родился 20 февраля 1974 года в Таганроге. В 1991 году окончил в Таганроге школу № 6.
В 1994 году окончил Московскую духовную семинарию. Во время учёбы в семинарии исполнял послушание гида-переводчика для англоязычных посетителей Церковно-Археологического кабинета МДА.
В 1996 году был рукоположен в сан пресвитера. В 2000 году окончил Московскую духовную академию. В 2001 году защитил диссертацию на степень кандидата богословия. В 2001 году прошел профессиональную переподготовку в Таганрогском государственном техническом университете по дополнительной к высшему профессиональному образованию программе «Юриспруденция», получив квалификацию «Юрист».
С 1998 по 2002 годы работал в должности главного редактора газеты «Юг Православный». В 2000 году основал Открытый Православный Народный Университет при муниципальной публичной библиотеке им. Чехова в Таганроге. С 2001 года занимался преподавательской деятельностью в таганрогских вузах. В 2003 году по благословению архиепископа Ростовского и Новочеркасского Пантелеимона начал, а в 2004 году завершил строительство духовно-просветительского центра и храма Святой Живоначальной Троицы в г. Таганрог, настоятелем которого является по сей день.
В 2003 году открыл центр военно-патриотической подготовки молодёжи «Пересвет». По благословению Управляющего Ростовской-на-Дону епархией, с 2004 по 2009 годы исполнял послушание руководителя отделов по связям с Вооружёнными силами и Правоохранительными учреждениями и казачеством в Таганрогском округе.
В 2006 году был возведён в сан протоиерея.
В 2007 году принимал участие в духовном окормлении военнослужащих спецподразделений и местных жителей на территории Чеченской республики.
По благословению Управляющего Ростовской-на-Дону епархией, в 2008 году осуществил строительство мемориальной часовни святого благоверного князя Александра Невского на таганрогском городском кладбище, а в 2011 году — часовни святого великомученика и целителя Пантелеимона в больнице скорой медицинской помощи г. Таганрога.
С сентября 2009 года — председатель экспертного совета по проведению государственной религиоведческой экспертизы при Минюсте РО РФ.
В 2009 году решением Бюро Президиума Международной общественной организации Всемирный русский народный собор назначен директором Ростовского областного Правозащитного центра ВРНС.
В сентябре 2009 занял должность благочинного Таганрогского округа. 26 июля 2011 года ушёл с должности благочинного в связи с избранием в состав Ростовского-на-Дону суда.
С 2010 по 2012 годы являлся Членом Общественного совета Главного управления федеральной службы исполнения наказаний по Ростовской области. В период с 2012 по 2015 год — Член Общественного совета Главного управления внутренних дел по Ростовской области.
17.12.2012 — назначен Первым проректором Донской духовной семинарии и настоятелем прихода храма преподобного Серафима Саровского г. Ростова-на-Дону.
29 мая 2013 года Священным синодом РПЦ назначен ректором Донской духовной семинарии.
В настоящее время — протоиерей, ректор Донской духовной семинарии, руководитель таганрогской религиозной организации «Православный Приход храма Святой Троицы Ростовской-на-Дону Епархии Русской Православной Церкви Московского Патриархата», настоятель Троицкого храма г. Таганрог, член международной организации «Форум русской культуры Гютерслоо» (Германия), член общественного совета ГУВД Ростовской области, руководитель епархиального центра военно-патриотической подготовки молодежи «Пересвет», с 2016 года — член Совета по внутренней и информационной политике при полномочном представителе Президента Российской Федерации в Южном федеральном округе, с 2017 — член Совета Всемирного Русского Народного Собора (ВРНС).
27 апреля 2023 года защитил докторскую диссертацию на тему: «Теоцентрическое правосознание: междисциплинарный дискурс богословия и философии права». По результатам состоявшейся дискуссии и тайного голосования Общецерковный докторский диссертационный совет Русской Православной Церкви вынес решение — ходатайствовать перед Святейшим Патриархом Московским и всея Руси Кириллом об утверждении соискателя протоиерея Тимофея Фетисова в научной степени доктора богословия.

## Награды
За свою деятельность протоиерей Тимофей Фетисов удостоен от государственных структур России следующих наград:
- Серебряная медаль «За вклад в развитие уголовно-исполнительной системы России»,
- Золотая медаль «За вклад в развитие уголовно-исполнительной системы России»,
- Орден "За Веру, Дон и Отечество, II—III степени,
- Медаль «За возрождение Донского казачества»
- Медаль «В честь 20-летия возрождения Всевеликого Войска Донского».

В 2017 году удостоен права ношения креста с украшениями.
- Медаль «За доблестный труд на благо Донского края» (23 июня 2022 года, Ростовская область)[5]

## Публикации
статьи
- Противоправный характер вероучения и деятельности экстремистской религиозной организации «Свидетели Иеговы» в контексте национальной безопасности России // Имперское возрождение. 2010. — № 1 (27). — С. 11—23.
- Сакральные основания права // Проблемы национальной стратегии, 2014. — № 5 (14). — С. 219—235.
- Божественное предопределение государства (философский этюд о политической власти). Ч. 1. // Философия права, 2014. — № 3 (64). — С. 88-92. (в соавторстве с А. М. Величко)
- Божественное предопределение государства (философский этюд о политической власти). Ч. 2. // Философия права, 2014. — № 5 (66). — С. 106—112. (в соавторстве с А. М. Величко)
- Образ идеального государства и власти в богословии Ветхого Завета // Научные труды Донской духовной семинарии. Вып. II / Под ред. Прот. Т. Фетисова. — Ростов-на-Дону, 2014. — C. 9-36.
  - Образ идеального государства и власти в богословии Ветхого Завета. Ч.1. // Философия права, 2014. — № 6 (67). — С. 100—106.
  - Образ идеального государства и власти в богословии Ветхого Завета. Ч.2. // Философия права, 2015. — № 1 (68). — С. 112—115.
- Сакральные основания права // Научные труды Донской духовной семинарии. Вып. II / Под ред. Прот. Т. Фетисова. — Ростов-на-Дону, 2014. — C. 36-62. (соавтор: Величко А. М.)
- Правозащитные традиции Русской Православной Церкви. // Философия права. 2015. — № 5 (72). — С. 79-82.
- Правозащитная миссия Церкви: Историко-канонические основания // Церковь и время. 2015. — № 3 (72). — С. 39—58.
- Святой князь Владимир и библейские основы Русской цивилизации // Духовный Собеседник. 2015. — N 5 (79). — С. 38—63.
- Историко-канонические основания правозащитной миссии Церкви. // Философия права. 2016. — № 1 (74). — С. 18—22.
- Социально-правовой идеал теократического государства святого князя Владимира // Философия права. — 2016. — № 4 (77). — С. 48-53.
- Государственно-церковные отношения по заветам святого князя Владимира. // Философия права, 2016. — № 6 (79). — С. 122—127.
- Кенотическое право в Священном Писании Ветхого и Нового Заветов // Научные труды Донской духовной семинарии: сборник. Вып. 4. — Ростов-на-Дону: Антей, 2016. — С. 12-34. (соавтор: А. М. Величко)
  - Кенотическое право в Священном Писании Ветхого и Нового Заветов. // Российский журнал правовых исследований. 2017. — № 2 (11). — С. 43-52.
- О некоторых онтологических аспектах библейского права // Научные труды Донской духовной семинарии: сборник. Вып. 5. — Ростов-на-Дону: Антей, 2016. — С. 11-17.
- Богословие кенозиса в христианском понимании права. // Философия права. 2017. — № 1 (80). — С. 83-89.
- Онтологические аспекты теологического правопонимания. // Северо-Кавказский юридический вестник. 2017. — № 1. — С. 92-96.
- Когнитивная функция правосознания в свете христианской гносеологии. // Северо-Кавказский юридический вестник. 2017. — № 1. — С. 97-103.
- Правовые ценности библейского права: теоцентрическое измерение. // Вестник Южно-Российского государственного технического университета. 2017. — № 1 (10). — С. 102—109.
- Антропология права в методологической парадигме богословия личности: субъект правоотношений и проблема свободы // Российский журнал правовых исследований. — 2017. — Т. 3, № 1 (10). — С. 237—242.
  - Антропология права в методологической парадигме богословия личности: субъект правоотношений и проблема свободы // Научные труды Донской духовной семинарии и кафедры «Православная культура и теология» Донского государственного технического университета : сборник ; Донской гос. техн. ун-т. — Ростов-на-Дону: ДГТУ, 2017. — C. 11-25.
- Богословие и право // Юридическая наука и практика: Вестник Нижегородской академии МВД России. — 2017. — № 2 (38). — С. 40-45.
- Понятие свободы в библейском богословии права // Научные труды Донской духовной семинарии с участием кафедры «Православная культура и теология» Донского государственного технического университета : сборник / Донской гос. техн. ун-т. — Ростов-на-Дону : ДГТУ, 2018. — С. 14-25.
- Теоцентризм как методологическая установка правовой теологии в исследовании правосознания // Юридическая орбита. 2021. — № 1. — С. 75-79.
- Теоцентризм русской философии права: история и современность // Северо-Кавказский юридический вестник. 2021. — № 3. — C. 59-71. (соавтор: Овчинников А. И.)
- Государство и его правопорядок с точки зрения христианского богословия. // Философия права. 2021. — № 3 (98). — С. 20-27. (соавтор: Овчинников А. И.)
- Духовные начала правовой теологии: совместимо ли право и христианство? // История государства и права. 2021. — № 12. — С. 24-30.
- Священная история древнееврейского государства: религиозно-политический контекст // Вопросы теологии. 2021. — Т. 3, № 4. — С. 517—526.
- Аксиология государства в христианском правосознании // Философия права. 2021. — № 4 (99). — С. 28-35. (соавтор: Овчинников А. И.)
- Природа государственной власти в фокусе теологического мышления // Северо-Кавказский юридический вестник. 2022. — № 1. — С. 27-34. (соавтор: Овчинников А. И.)
- Принцип светскости в статье 14 Конституции Российской Федерации: постсекулярный подход // Вестник юридического факультета Южного федерального университета. — 2023. — Т. 10, № 1. — С. 9-20. (соавтор: Овчинников А. И.)
- Онтогенез государства и власти в библейском теоцентрическом правопонимании // Вестник юридического факультета Южного федерального университета. — 2023. — Т. 10, № 1. — С. 71-77.

монографии и отдельные издания
- Из истории православия в Таганроге: Секрет. док. Неизвест. материалы. Новооткрытые свидетельства. Трагич. страницы. Обновленцы в Таганроге. Блажен. Елена Таганрогская. — Таганрог, 2000. — 75 с.
- Библейская философия права и власти. — М.: Вече, 2016. — 192 с. (в соавторстве с Алексеем Величко)
- Феномен права в библейском богословии. — Ростов н/Д, 2017. — 30 с.